# مريما

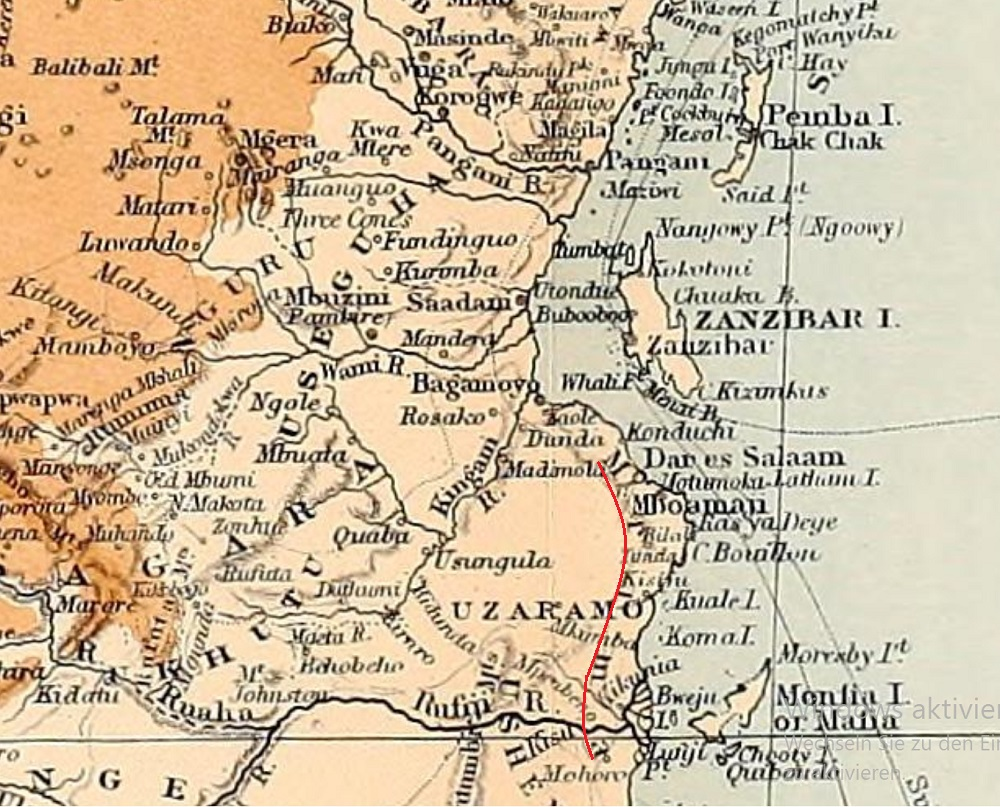
"مريما" (مسطر باللون الأحمر) على خريطة أمريكية لعام 1890 تُظهر شرق إفريقيا بين دار السلام ونهر روفيجي وهي تشير فقط إلى الجزء الجنوبي من المنطقة.

مريما أو ساحل مريما هو الاسم التقليدي لجزء من ساحل شرق إفريقيا الذي يواجه زنجبار. غالبًا ما كان يطلق على السكان اسم «وامريما» أو شعب مريما على الرغم من أنهم ينتمون إلى قبائل ومجموعات لغوية مختلفة.
تعطي المصادر تعريفات مختلفة حول حدود الامتداد الساحلي. بشكل عام كانت مريما تتكون فقط من شريط ساحلي بعرض يومين سفر، أي حوالي 20 ميلاً أو 30 كم.
المؤرخ مادان الذي جمع مادته في زنجبار حوالي عام 1890، وصف مريما بأنها المنطقة الواقعة بين واسيني وكيبومبوي عند مصب نهر مسانغاسي، على بعد حوالي 25 كم جنوب مدينة بانجاني التنزانية. اعتقد مادان أن اسم مريما يمكن أن يُشتق من كلمة سواحيلية «مليما» للتل والجبل، مما يدل على التلال التي ترتفع خلف الساحل المباشر.
وصف المؤلفون اللاحقون استخدامًا أوسع للاسم على الجانب الجنوبي. وصف ستيغاند على سبيل المثال لهجة كمريما التي تمتد من فانجا (جنوب كينيا) حتى حي كيلوا. توجد في جنوب كينيا قرية وجبل صغير يسمى مريما على بعد حوالي 20 كم شمال فانجا مقاطعة كوالي. فونغو مريما (أيضًا فونغو ماريما) هي شعاب مرجانية في قناة المافيا بين البر الرئيسي وجزيرة المافيا.